# Музей Бурая
Музей Бурая — музей, расположенный в коммуне Бурая, который рассказывает историю про каторгу в Новой Каледонии. Здесь можно увидеть одну из последних гильотин, находящееся в отличном состоянии, последний раз которую использовали в 1940 году.

## История
Здание построено в 1870 году колониальной администрацией как магазин для отбывших наказание осужденных, который предоставлял им одежду, ночлег и еду в течение первых 30 месяцев после их освобождения из каторги. Затем осужденные должны были приносить свой урожай, которые впоследствии переправляли в Нумею. Так же здание служило импровизированной церковью после циклонов 1906 и 1932 годов. В 1938 году тут открыли сырную фабрику, но закрыли её в 1949 году. В 1966 году здание было продано и переквалифицировано как исторический памятник в июне 1980 года. С 1984 по 1986 год была проведена реставрация. В 1990-х годах владельцем здания становится администрация города Бурая, здесь организовывается музей и туристический центр. В музее проходят тематические выставки и культурные съезды в защиту наследия Бурая и Новой Каледонии.
|  |  |  |  |